# Künstlerisches Entwicklungsvorhaben
Der Begriff Künstlerisches Entwicklungsvorhaben findet im deutschen Hochschulrecht Verwendung.
Da die Kunsthochschulen den Universitäten rechtlich gleichgestellt sind, die Kunst aber eine von der Wissenschaft sehr verschiedene Eigengesetzlichkeit aufweist, tritt im Hochschulrecht das künstlerische Entwicklungsvorhaben als Äquivalent an die Stelle des Begriffs der wissenschaftlichen Forschung.
Mit diesem Begriff wird der Tatsache Rechnung getragen, dass die „künstlerische Forschung“ einem steten Wandel unterliegt und keine allgemein verbindlichen Methoden wie die wissenschaftliche Forschung kennt.
Die Gleichstellung von Kunst und Wissenschaft im Hochschulrecht findet auch darin Ausdruck, dass Kunsthochschulen eine künstlerische bzw. künstlerische und wissenschaftliche Ausbildung vermitteln, die gestalterischen Fachbereiche der Fachhochschulen hingegen eine Ausbildung auf künstlerischer bzw. wissenschaftlicher Grundlage.